# Pungudutivu
Pungudutivu (en tamil: புங்குடுதீவு) es una pequeña isla compuesta de varias aldeas que está justo al oeste de la península de Jaffna, en Sri Lanka, específicamente en la Provincia del Norte. Se divide en 12 barrios internos, correspondientes cada uno a una localidad importante. La mayoría de los residentes de la Isla son tamiles, de religión en su mayoría hindú y con una minoría cristiana. La isla fue conocida debido al número de casos de violaciones y asesinatos durante la guerra civil en Sri Lanka. La guerra civil también ha provocado que un gran número de personas tuviesen que emigrar de la isla a todo el mundo.